# CMS Wistrand
CMS Wistrand är en svensk affärsjuridisk fullservicebyråer med kontor i Stockholm och Göteborg. I över ett sekel har byrån, tidigare Wistrand Advokatbyrå, biträtt svenska och internationella företag samt offentliga aktörer som kommuner och myndigheter.
CMS Wistrand erbjuder rådgivning inom samtliga affärsjuridiska områden och arbetar med klienter från en rad olika branscher. Genom att vara en del av den globala advokatbyrån CMS, med över 80 kontor i mer än 40 länder. Inom CMS arbetar över 6800 jurister gränsöverskridande för att leverera professionell, pragmatisk och affärsinriktad rådgivning.

## Historia
Wistrand grundades 1915 i Göteborg. I mer än 100 år har byrån haft en stark tillväxt och fostrat ett stort antal jurister. Idag är CMS Wistrand den största internationella advokatbyrån i Göteborg, där över 60 jurister är verksamma. Den lokala närvaron kombineras med ett globalt perspektiv.
1994 öppnades deras Stockholmskontor. Idag arbetar över 80 jurister i Stockholm, med särskild kompetens inom områden som fastighetsrätt, process- och tvistlösning samt obestånd och rekonstruktion.
2022 blev Wistrand en del av CMS, Europas största advokatverksamhet och fick namnet CMS Wistrand. Byrån fick en starkare global närvaro, vilket möjliggör ett bredare erbjudande till klienter med gränsöverskridande behov.